# Vale Park
Vale Park är Football League-klubben Port Vale FC:s hemmaarena. Klubben har spelat på anläggningen sedan 1950. Den är belägen i Burslem i Stoke-on-Trent. Arenan har en kapacitet på 18.900 och har fyra läktare.